# Лореда, Валери
Валери Лореда (англ. Valerie Loureda; род. 19 июля 1998 года, Майами) — американская тхэквондистка, боец смешанных единоборств и рестлер. В настоящее время выступает в WWE на бренде NXT под именем Лола Вайс (англ. Lola Vice). 

## Биография
Валери родилась 19 июля 1998 года в Майами, штат Флорида, США. Её родители и младшие сёстры также занимаются тхэквондо.
Участвовала в третьем сезоне телешоу «Exatlon Estados Unidos», где заняла 14 место.

## Карьера

### Тхэквондо
В 2013 году Валери выиграла бронзовую медаль открытого чемпионата Испании среди юношей в категории до 68 кг. В 2014 году завоевала серебряную медаль открытого чемпионата Германии среди юношей в категории до 59 кг.
В 2017 году завоевала серебряную медаль открытого чемпионата Колумбии в категории до 67 кг, уступив в финале Катерин Дюмар.
В 2017 году в составе сборной Парагвая участвовала в чемпионате мира по тхэквондо. В 1/32 финала в категории до 67 кг проиграла Мелиссе Паньотте.
Имеет чёрный пояс 4 дан по тхэквондо.

### ММА
В 2018 году Валери перешла в смешанные единоборства, провела три боя среди любителей. Осенью 2018 года подписала контракт с Bellator MMA.
16 февраля 2019 года дебютировала в профессиональных смешанных единоборствах, победив техническим нокаутом Колби Флетчер.
Свой второй поединок она провела 14 июня 2019 года, победив Ларкин Дэш единогласным решением судей.

## Карьера в рестлинге

### WWE

#### NXT (c 2022)
20 июня 2022 года стало известно, что Лореда подписала контракт с ведущим американским рестлинг-промоушном WWE. Телевизионный дебют на ринге WWE Лореда под именем Лола Вайс совершила 20 января 2023 года на шоу NXT Level Up, где Вайс проиграла Дани Палмер. 31 октября 2023 года на шоу NXT Halloween Havoc Лола Вайс стала победительницей женского турнира Breakout Tournament, победив в финале Келани Джордан.

## Статистика в смешанных единоборствах
| Боёв 5          | Побед 4 | Поражений 1 |
| --------------- | ------- | ----------- |
| Нокаутом        | 2       | 0           |
| Сдачей          | 0       | 0           |
| Решением        | 2       | 1           |
| Не состоявшихся | 0       | 0           |

| Результат | Рекорд | Соперник      | Способ             | Турнир                                  | Дата            | Раунд | Время | Место          | Примечание |
| --------- | ------ | ------------- | ------------------ | --------------------------------------- | --------------- | ----- | ----- | -------------- | ---------- |
| Победа    | 4-1    | Тейлор Тёрнер | Решение            | Bellator 271 — Cyborg vs. Kavanagh      | 12 ноября 2021  | 3     | 5:00  | Голливуд, США  |            |
| Поражение | 3-1    | Ханна Гай     | Решение            | Bellator 259 — Cyborg vs. Smith 2       | 21 мая 2021     | 3     | 5:00  | Анкасвилл, США |            |
| Победа    | 3-0    | Тара Графф    | Технический нокаут | Bellator 243 — Chandler vs. Henderson 2 | 7 августа 2020  | 2     | 5:00  | Анкасвилл, США |            |
| Победа    | 2-0    | Ларкин Дэш    | Решение            | Bellator 222 — MacDonald vs. Gracie     | 14 июня 2019    | 3     | 5:00  | Нью-Йорк, США  |            |
| Победа    | 1-0    | Колби Флетчер | Технический нокаут | Bellator 216 — MVP vs. Daley            | 16 февраля 2019 | 1     | 2:55  | Анкасвилл, США |            |

## Титулы и достижения
- WWE
  - Победительница женского турнира Breakout Tournament (2023)[14]